# Mérarque
Le merarchēs (en grec : μεράρχης) ou mérarque est un rang militaire byzantin pouvant être comparé à celui de général de division.

## Histoire
Le terme dérive des mots grecs meros (en grec : μέρος, partie, division) et archein (ἄρχειν, diriger, commander). Le terme mérarque est attesté pour la première fois au VIe siècle dans le Strategicon, un manuel militaire attribué à l'empereur Maurice. Toutefois, l'historien Warren Treadgold suggère que le rang et la formation correspondante date du règne de l'empereur Zénon. À l'époque du Strategicon, l'armée de campagne (dirigée par un stratège) comprend habituellement trois merē (meros au singulier), chacun étant d'une taille de 5 à 7000 hommes. Chaque meros est divisée en plusieurs moirai comprenant plusieurs tagmata ou banda, chacun étant commandé par un doux (duc),,. 
Cette division perdure dans l'armée byzantine, bien que dès le VIIe siècle le terme de mérarque est utilisé moins fréquemment. Il est remplacé par celui de tourmarque. De même la turme remplace le meros en langage courant et technique. L'équivalence des deux termes est attestée dans le Taktika de Léon VI le Sage. La turme devient la subdivision territoriale et tactique majeure d'un corps d'armée provincial (ou thème). Chaque thème est dirigé par un stratège et est généralement divisée en trois turmes, elles-mêmes divisées en drongoi (terme analogue à celui de moirai) puis en banda. Selon la taille du thème, le nombre de banda varie et donc, le nombre de chaque turme peut aller de 1 000 à 5 000 hommes.
Le terme mérarque (aussi trouvé dans la forme altérée de meriarchēs (en grec : μεριάρχης)) est parfois distingué de celui de tourmarque (comme dans le Kletorologion). L'historien John B. Bury suggère qu'aux IXe et Xe siècles le mérarque est un poste différent. Il est tenu par le tourmarque agissant comme adjoint du stratège au sein de la capitale du thème et ne possède pas de zone géographique sous son commandement, contrairement aux autres tourmarques qui dirigent une turme. La découverte du sceau d'un mérarque à Knossos tend à montrer qu'ils dirigent une zone territoriale, ce qui conduit Alexander Kazhdan à rejeter l'hypothèse de Bury dans son Oxford Dictionary of Byzantium. Dans son ouvrage Three Treatises on Imperial Military Expeditions, l'historien militaire John Haldon confirme en partie l'hypothèse de Bury et considère le mérarque comme le commandant d'une turme comprenant le district où se situe la capitale du thème. Selon Haldon, cela explique aussi le fait qu'il ait un rang moins élevé que celui des autres tourmarques. En effet, il est un membre de l'entourage du stratège et non un commandant indépendant.